# Edgeworthia
Genre
Classification phylogénétique
Le genre Edgeworthia appartient à la famille des Thymelaeaceae. Il fut créé par un botaniste suisse, Carl Meissner, dans  Plantarum vascularium genera (1: 330, 2: 242) en 1841.
Le nom de Edgeworthia est dédié à Michael Pakenham Edgeworth un botaniste et photographe irlandais qui servit dans l’administration coloniale en Inde de 1831 à 1881.

## Description
Les espèces d’Edgeworthia sont des arbustes, à feuilles caduques, très ramifiés.  
Les feuilles alternes sont constituées d’un pétiole court et d’un limbe étroitement elliptique à oblancéolé.
L’inflorescence est terminale ou axillaire, avec involucres. Les fleurs sont bisexuées, 5-mères. Le tube du calice est cylindrique, incurvé, avec l’intérieur blanc ou jaune, et un extérieur blanc, pileux, et 4 lobes. Les étamines sont deux fois plus nombreuses que les lobes du calice. Disque en forme de coupe. L’ovaire est sessile, avec une loge, portant un style long. 
Les fruits sont secs ou légèrement succulents.

## Les espèces
Selon The Plant List. il existe 4 espèces, toutes asiatiques.
Trois espèces poussent en Chine.
- Edgeworthia chrysantha Lindley, Chine ((=) Edgeworthia papyrifera Siebold & Zucc., (=) Edgeworthia tomentosa (Thunb.) Nakai)
- Edgeworthia eriosolenoides K.M. Feng & S.C. Huang, Chine (Yunnan)
- Edgeworthia gardneri (Wall.) Meisn., Bhoutan, Inde, N Myanmar, Népal, Chine (E Xizang, NW Yunnan), Vietnam, (= Edgeworthia albiflora Nakai, Chine (Sichuan))
- Edgeworthia longipes Lace, Myanmar, Inde